# Epaphroditus Ransom

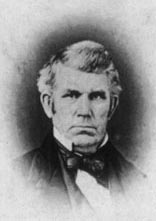
Epaphroditus Ransom

Epaphroditus Ransom, född 24 mars 1798 i Shelburne Falls, Massachusetts, död 11 november 1859 i Fort Scott, Kansasterritoriet, var en amerikansk demokratisk politiker. Han var den sjätte guvernören i delstaten Michigan 1848–1850.
Ransom studerade juridik i Massachusetts och inledde sin karriär som advokat i Vermont. Till Michiganterritoriet flyttade han år 1834.
Ransom var chefsdomare i delstaten Michigans högsta domstol 1843–1848 och efterträdde därefter William L. Greenly som guvernör. Efter två år i det ämbetet efterträddes han av John S. Barry.
Anglikanen Ransom gravsattes på Mountain Home Cemetery i Kalamazoo.